# Reichsstraße 166
Die Reichsstraße 166 (R 166) war bis 1945 eine Staatsstraße des Deutschen Reichs. Sie führte durch die Provinz Brandenburg und verband Gramzow in Westbrandenburg über die Oder hinaus mit Zorndorf in Ostbrandenburg. Gleichzeitig war sie ein wichtiges Bindeglied zwischen den beiden für den Weg in die Provinz Pommern so wichtigen Reichsstraßen R 2 (Schwedt/Oder) und R 158 (Königsberg in der Neumark), auf die hin sie auch Verkehr von den Reichsstraßen R 198 (Gramzow) und R 112 (Zorndorf) lenkte.
Die R 166 hatte eine Gesamtlänge von 84 Kilometern.
Das erste Teilstück der R 166 ist heute der Bundesstraße 166 übertragen, die heute allerdings nicht mehr im Ort Gramzow beginnt, sondern am neu angelegten Autobahndreieck Kreuz Uckermark der Bundesautobahn 11 (Berlin ↔ Stettin) und Bundesautobahn 20 (Richtung Greifswald – Lübeck). Das übrige Teilstück liegt heute im Staatsgebiet von Polen und wird von den polnischen Landesstraßen Droga krajowa 26 (DK 26) und Droga krajowa 31 (DK 31) wahrgenommen. Hier führt die alte Trasse durch die westliche Woiwodschaft Westpommern.

## Streckenverlauf der R166
(heutige Bundesstraße 166):
Provinz Brandenburg (heutiges Bundesland Brandenburg):
Landkreis Angermünde (seit 1993: Landkreis Uckermark):
- Gramzow (→ R 198: Plau – Neustrelitz – Prenzlau ↔ Angermünde – Joachimsthal, heutige Bundesstraße 198)
- Zichow
- Passow (Schwedt/Oder)

X Berlin-Stettiner Eisenbahn X
~ Welse ~
- Schwedt/Oder (→ R 2: Dirschau (Tczew) – Stettin ↔ Berlin – Potsdam – München – Mittenwald (→ Österreich), heutige Bundesstraße 2)

~ Hohensaaten-Friedrichsthaler Wasserstraße ~
~ Oder ~
o (heutige Deutsch-polnische Staatsgrenze, Grenzübergangsstelle Schwedt / Krajnik Dolny) o
 (heutige polnische Landesstraße DK 26):
(heutige polnische Woiwodschaft Westpommern):
Landkreis Königsberg Nm.:
(heute Powiat Gryfiński (Kreis Greifenhagen)):
- Nieder Kränig (heute polnisch: Krajnik Dolny)
- Grabow (Grabowo)
- Königsberg in der Neumark (Chojna) (→ R 158: Berlin – Angermünde ↔ Stargard in Pommern (Stargard) – Lębork (Lauenburg), heutige DW 124)

 (heutige Landesstraße DK 31):
- Jädickendorf-Bahnhof (Godków-Osiedle)
- Vietnitz (Witnica)
- Gossow (Goszków)
- Falkenwalde (Wierzchlas)
- Bärwalde (Mieszkowice)

(heutiger Powiat Myśliborski (Kreis Soldin)):
- Fürstenfelde (Boleszkowice)
- Quartschen (Chwarszczany)
- Zorndorf (Sarbinowo) (→ R 112: Stettin ↔ Pyritz (Pyrzyce) – Küstrin (Kostrzyn nad Odrą) – Frankfurt (Oder) – Forst (Lausitz), heute DK 23 und DK 31)